# هزارجریب (ملایر)
هزارجریب (ملایر)، روستایی از توابع بخش سامن شهرستان ملایر در استان همدان ایران است. روستای هزارجریب از قدیمی ترین روستاهای شهرستان ملایر می باشد. هزار یا همان هزاران به معنای بلبل و جریب به معنای سرزمین است. یعنی سرزمین بلبلان. وجه تسمیه این روستا بخاطر طبیعت سرسبز و آب و هوای خوشایند این منطقه بوده است. بیشتر جمعیت این روستا مهاجران هستند که حدود دو قرن گذشته از لرستان به این منطقه مهاجرت کردند.

## جمعیت
این روستا در دهستان حرم رودسفلی قرار دارد و براساس سرشماری مرکز آمار ایران در سال ۱۳۹۵، جمعیت آن ۱۷۴ نفر (۵۰خانوار) بوده‌است.